# Krnsko
Krnsko är en ort i Tjeckien.   Den ligger i regionen Mellersta Böhmen, i den centrala delen av landet, 40 km nordost om huvudstaden Prag. Krnsko ligger 215 meter över havet och antalet invånare är 503.
Terrängen runt Krnsko är huvudsakligen platt, men österut är den kuperad. Krnsko ligger nere i en dal. Runt Krnsko är det ganska tätbefolkat, med 90 invånare per kvadratkilometer. Närmaste större samhälle är Mladá Boleslav, 5,2 km nordost om Krnsko. Trakten runt Krnsko består till största delen av jordbruksmark.